# Afrikanska judar
Sedan biblisk tid har det judiska folket haft nära band till Afrika i och med Abrahams vistelser i Egypten och israeliternas slaveri under faraonerna. I Afrika finns några av de äldsta judiska församlingarna i världen, som går mer än 2700 år tillbaka.

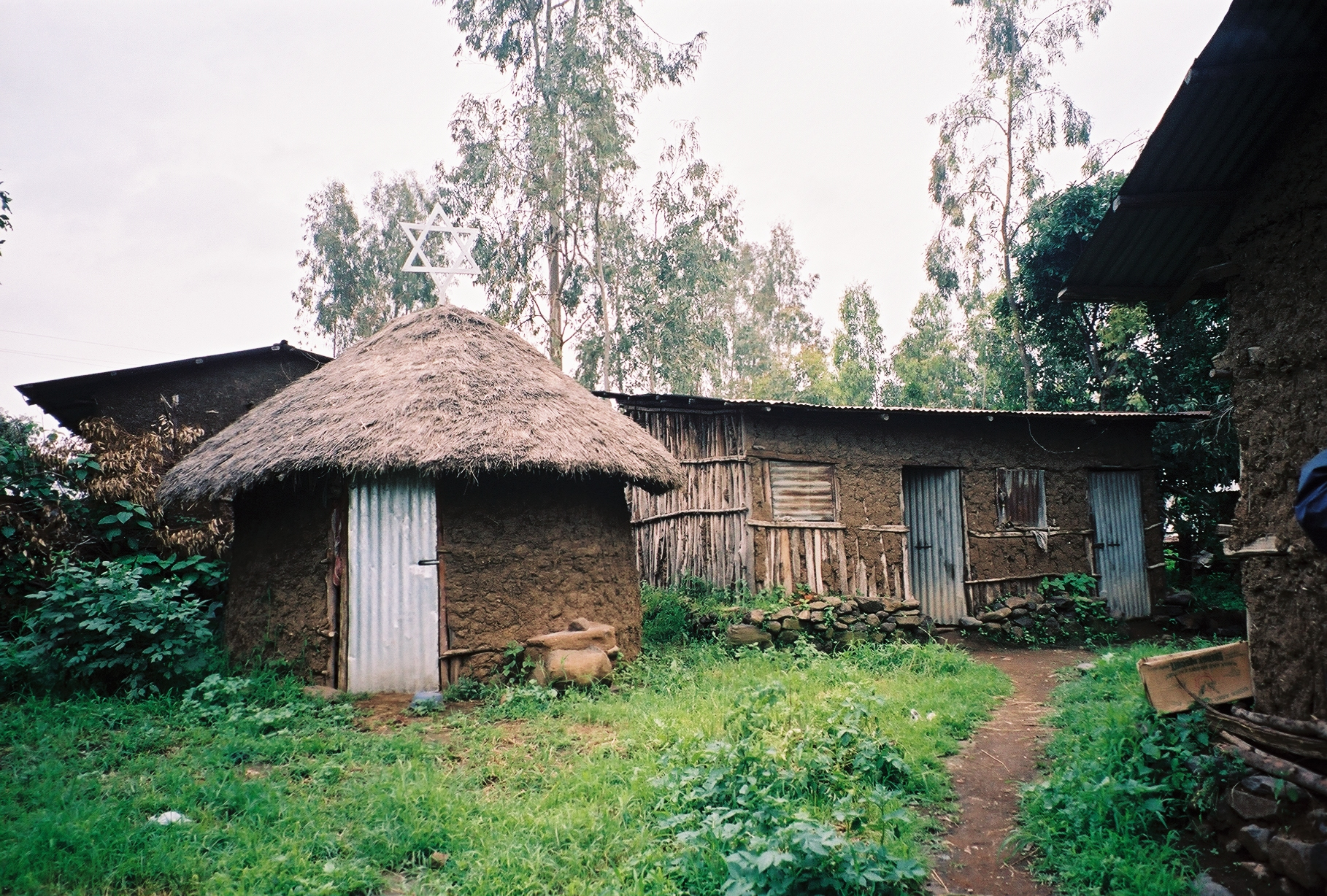
Synagogan i Wolleka, nära Gonder, i Etiopien.

Beta Israel är judar av etiopisk härkomst. Sedan Israel erkände dem som judar i lag 1950 har över 90 000 (omkring 85%) av dem utvandrat till Israel. En stor skillnad i deras trossystem är att Beta Israel saknade högtiderna Purim och Chanukka, förmodligen eftersom de vek av från huvudriktningen inom judendomen innan dessa utombibliska högtider började firas. Idag högtidlighålls de av de flesta Beta Israel-medlemmarna i Israel. 
I Etiopien finns också samfundet Beit Avraham, som har omkring 50 000 medlemmar. De bröt troligtvis med Beta Israel för flera hundra år sedan.
Lemba är en etnisk grupp i Sydafrika vars trosuppfattningar har förmedlats muntligt från generation till generation och påminner markant om judendomen. Idag är de flesta Lemba kristna eller muslimer men har bevarat många judiska traditioner. Genetiska studier har påvisat att det är möjligt att en del av Lembafolket har sina rötter i Mellanöstern. I Sydafrika finns även många ashkenazer som mestadels härstammar från litauiska judiska immigranter före och efter förintelsen. 
I Nordafrika (Marocko, Algeriet, Libyen, Tunisien och Egypten) har det länge levt sefardiska och mizrahiska judar. Idag har många emigrerat till Israel, Frankrike, Argentina, Brasilien, Kanada och USA. 
Bland Igbofolket i Nigeria finns det de som gör anspråk på judisk härkomst, nämligen från israeliska invandrare. Det finns dock inga som helst arkeologiska bevis som styrker att de härstammar från israeliter. 
Abayudayafolket från östra Uganda är varken genetiskt eller historiskt besläktade med andra etniska judar men praktiserar sedan början av 1900-talet judendom, håller kashrut och högtidlighåller sabbaten. Även om inte alla afrikanska judar är religiösa praktiserar de flesta troende ortodox judendom. I Nigeria och Sydafrika finns även messianska församlingar och synagogor.

## Fotnoter
1. ↑  Även om det hittills inte finns några arkeologiska fynd som bevisar att Abraham har funnits, lever påståenden om patriarkens historicitet och om den period som bäst skulle passa berättelsen i Första Moseboken vidare i religiösa kretsar.
2. ↑  Trots den fullständiga avsaknaden av historiska och arkeologiska belägg råder det ännu ingen enighet bland forskarna huruvida israeliternas fångenskap och uttåget ur Egypten, såsom det beskrivs i Andra Moseboken i Bibeln, verkligen ägt rum.